# IC 374
IC 374  ist eine linsenförmige Galaxie vom Hubble-Typ S0-a im Sternbild Stier auf der Ekliptik. Sie ist schätzungsweise 183 Millionen Lichtjahre von der Milchstraße entfernt und hat einen Durchmesser von etwa 45.000 Lj.
Das Objekt wurde am 28. Oktober 1891 vom österreichischen Astronomen Rudolf Spitaler entdeckt.